# ريكاردو كلارك (لاعب كرة قدم)
ريكاردو كلارك (بالإسبانية: Ricardo Clarke) (27 سبتمبر 1992 ببنما - ) هو لاعب كرة قدم بنمي في مركز جناح ‏. شارك مع منتخب بنما تحت 20 سنة لكرة القدم ومنتخب بنما لكرة القدم. أما مع النوادي، فقد لعب مع نادي زامورا ونادي ويلينغتون فينيكس وسبورتينغ سان ميغيليتو.

## وصلات خارجية
- ريكاردو كلارك على موقع قاعدة بيانات كرة القدم.إي يو (الإنجليزية)
- ريكاردو كلارك على موقع ناشيونال فوتبول تيمز (الإنجليزية)
- ريكاردو كلارك على موقع Soccerway.com (الإنجليزية)
- ريكاردو كلارك على موقع عالم كرة القدم.نت (الإنجليزية)
- ريكاردو كلارك على موقع AS.com (الإسبانية)